# Gaetano Matteo Pisoni

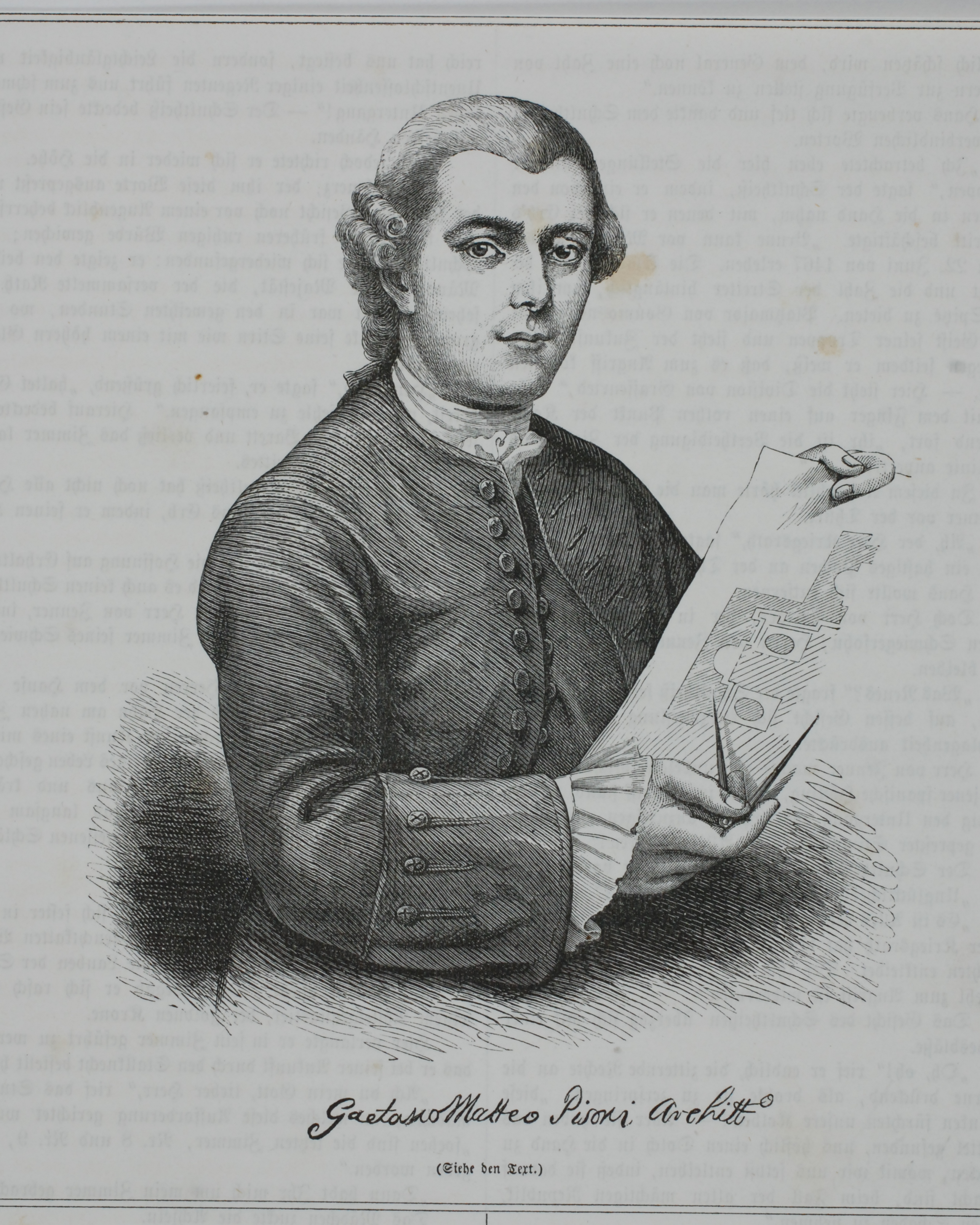
Gaetano Matteo Pisoni

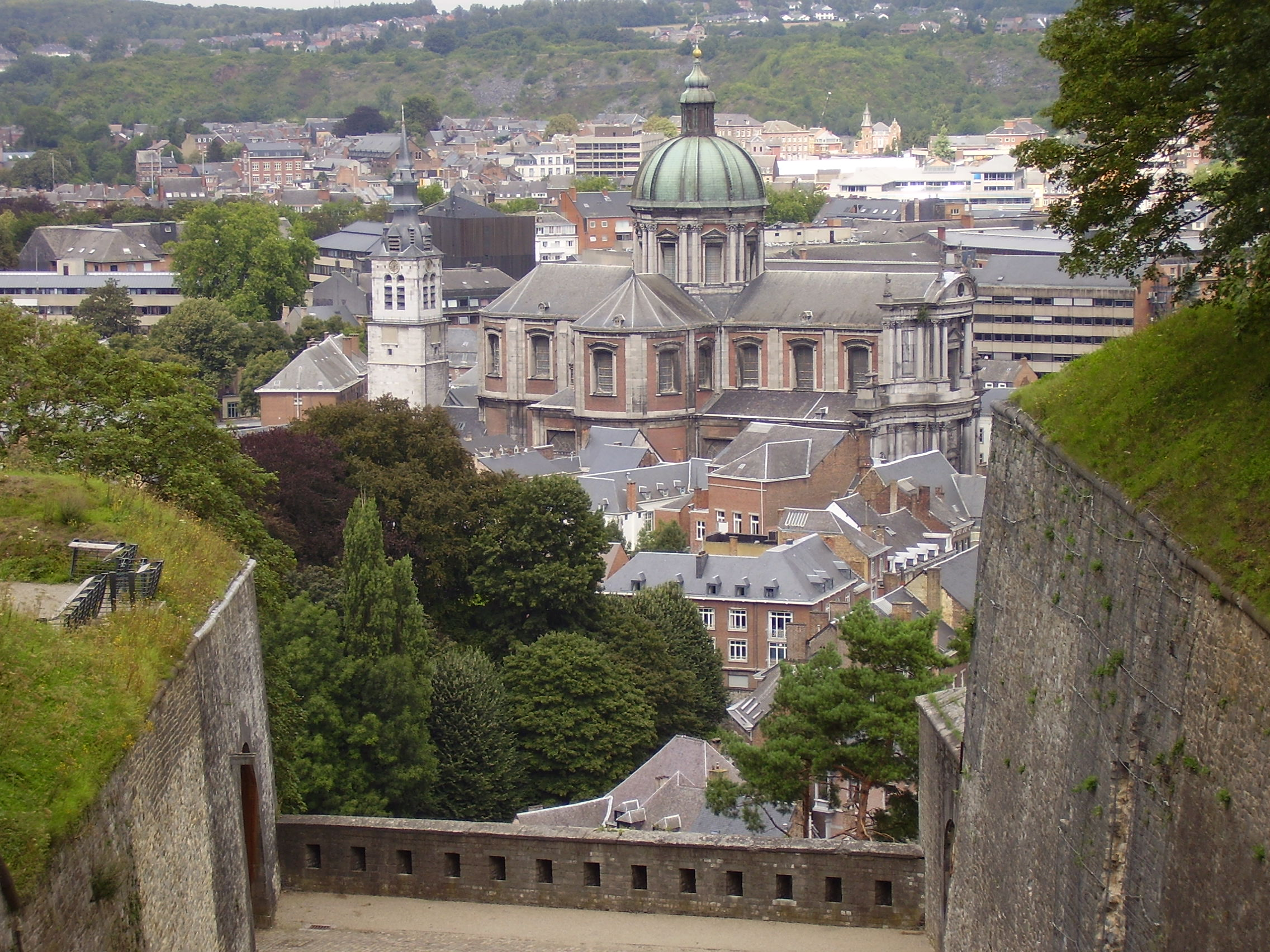
Gezicht op Sint-Albanuskathedraal vanaf de citadel van Namen

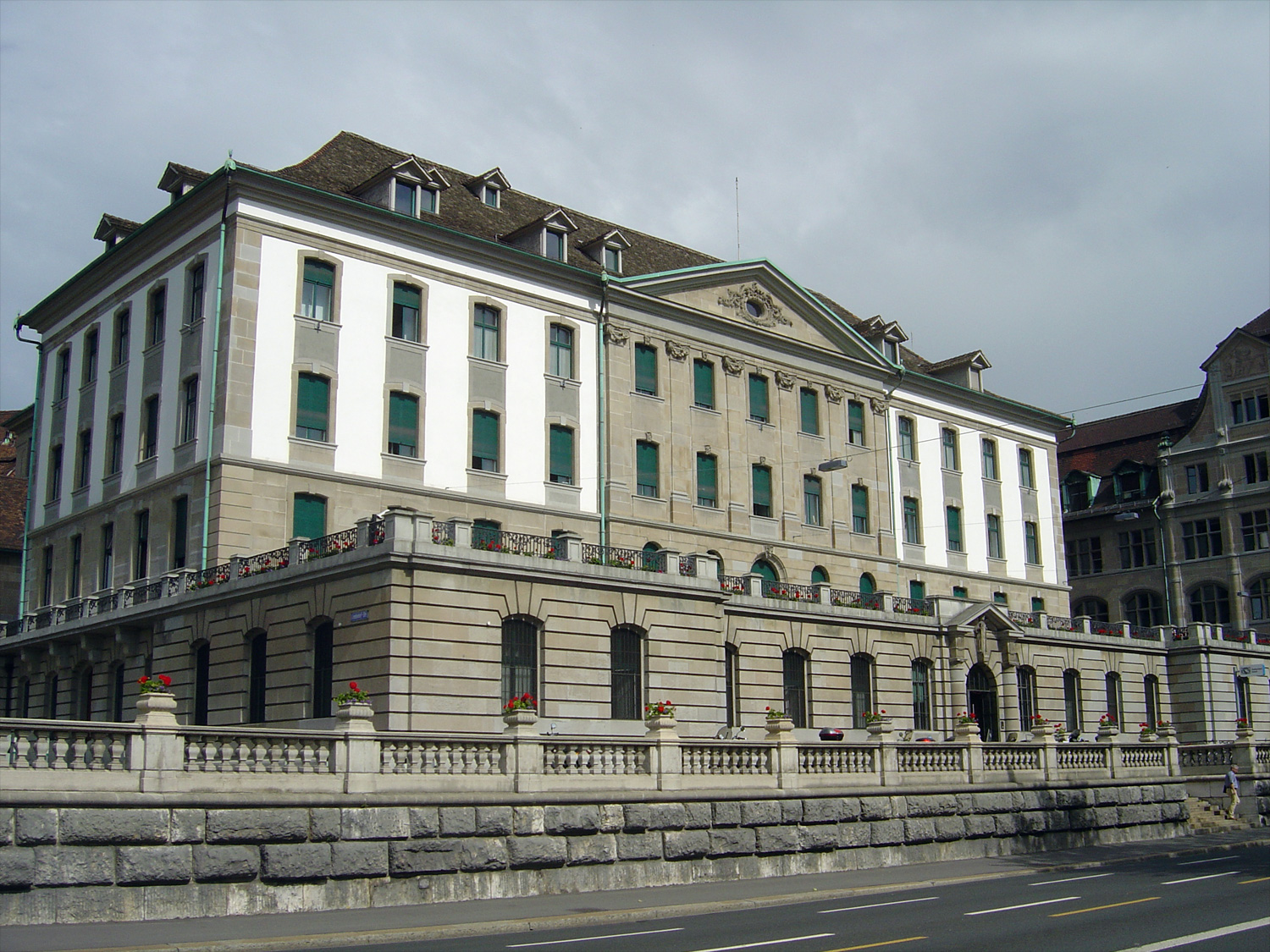
Vm. weeshuis (Waisenhaus) in Zürich

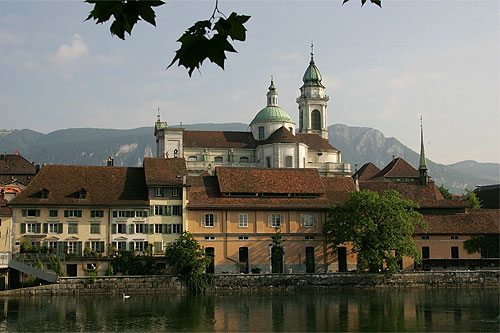
St-Ursuskathedraal, Solothurn

Gaetano Matteo Pisoni (Ascona, 18 juli 1713 - Locarno, 4 maart 1782) was een Zwitsers-Italiaanse architect uit de barok, die enkele belangrijke bouwwerken heeft nagelaten, zowel in Zwitserland als in het huidige België.

## Biografische schets
Gaetano Matteo was de zoon van Giovanni Battista Pisoni en Anna Daria Vacchini, beiden afkomstig van kunstenaarsfamilies. Na zijn opleiding als metselaar in Breitenwang in Tirol, kreeg Pisoni zijn opleiding tot architect aan de Academia di S. Lucca in Rome (1735-1740) en daarna in Milaan (1740-1745). Vooral de stad Rome maakte grote indruk op Pisoni en de Romeinse kerkenarchitectuur bleef ook later van grote invloed op zijn werk.
In 1750 kwam hij door een aanbeveling van Antoniotto Botta Adorno in Brussel terecht, waar hij in opdracht van Karel van Lotharingen, landvoogd van de Oostenrijkse Nederlanden, de tekeningen maakte voor het Brusselse paleis van de hertogen van Brabant. Vanaf 1751 werd in Namen de door hem ontworpen Sint-Albanuskathedraal gebouwd. Eveneens van zijn hand waren de plannen voor het  bisschoppelijk seminarie in Luik en de kerk van Sint-Jan-Evangelist in die stad. Het laatstgenoemde ontwerp zou van 1754 tot 1757 door de Luikenaar Jacques-Barthélemy Renoz worden uitgevoerd.
In 1753 trad hij in Wenen in dienst van vorst Jozef Wenceslaus van Liechtenstein. In de omgeving van Wenen voerde hij diverse verbouwingen uit. Vanaf 1756 reisde hij verder naar Milaan, waar hij een (niet uitgevoerd) ontwerp voor de kerk van San Celso maakte. Na een korte tijd in Dresden, verbleef hij weer enkele jaren in Rome, waar hij in 1760 van paus Clemens XIII de Orde van de Gulden Spoor ontving. Daarna keerde hij terug naar Ascona, waar hij na een overstroming van de Maggia meehielp de stad te herstellen.
In 1763 arriveerde hij met zijn neef Paolo Antonio Pisoni in Solothurn, waar hij de bouw van de kathedraal St. Ursus en Viktor op zich nam. Dit gebouw wordt gezien als zijn meesterwerk. Uit diezelfde periode stammen de ontwerpen voor de St.-Marcelluskerk in Delémont, het weeshuis in Zürich en, in diezelfde stad, de torens van de Grossmünsterkerk, die na een brand in 1763 een bekroning kregen in de vorm van een terras met balustrade in Lodewijk XVI-stijl. Na het verlies van zijn vrouw en zijn zoon in 1770, verliet Pisoni Solothurn om naar Ticino terug te keren. In Locarno, trouwde hij met Josephine Orelli, die hem een dochter schonk. Hij stierf in deze stad in 1782 en werd begraven in de kerk van Maria Hemelvaart, niet ver van het huis aan de Via Castelrotto, dat waarschijnlijk door hem gebouwd werd. In de kerk is een gedenksteen aangebracht.

## Werken

### In België
- 1750: Paleis van de hertog van Brabant, Brussel
- 1751-67: Kathedraal van Namen
- ca. 1753: Bisschoppelijk seminarie, Luik
- 1754-57: Kerk van St. Jan Evangelist, Luik (uitgevoerd door Renoz)

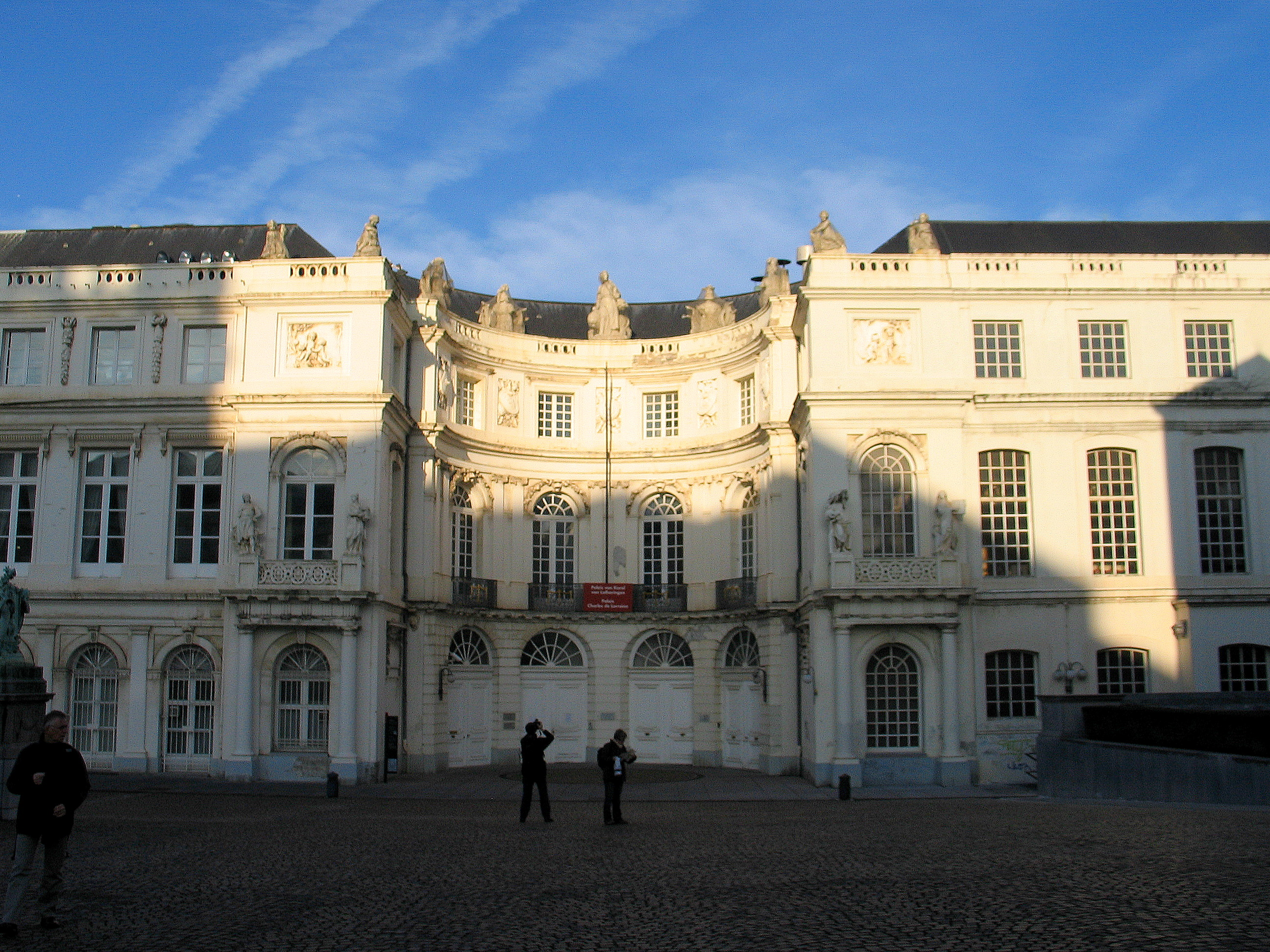
Paleis hertog van Brabant, Brussel
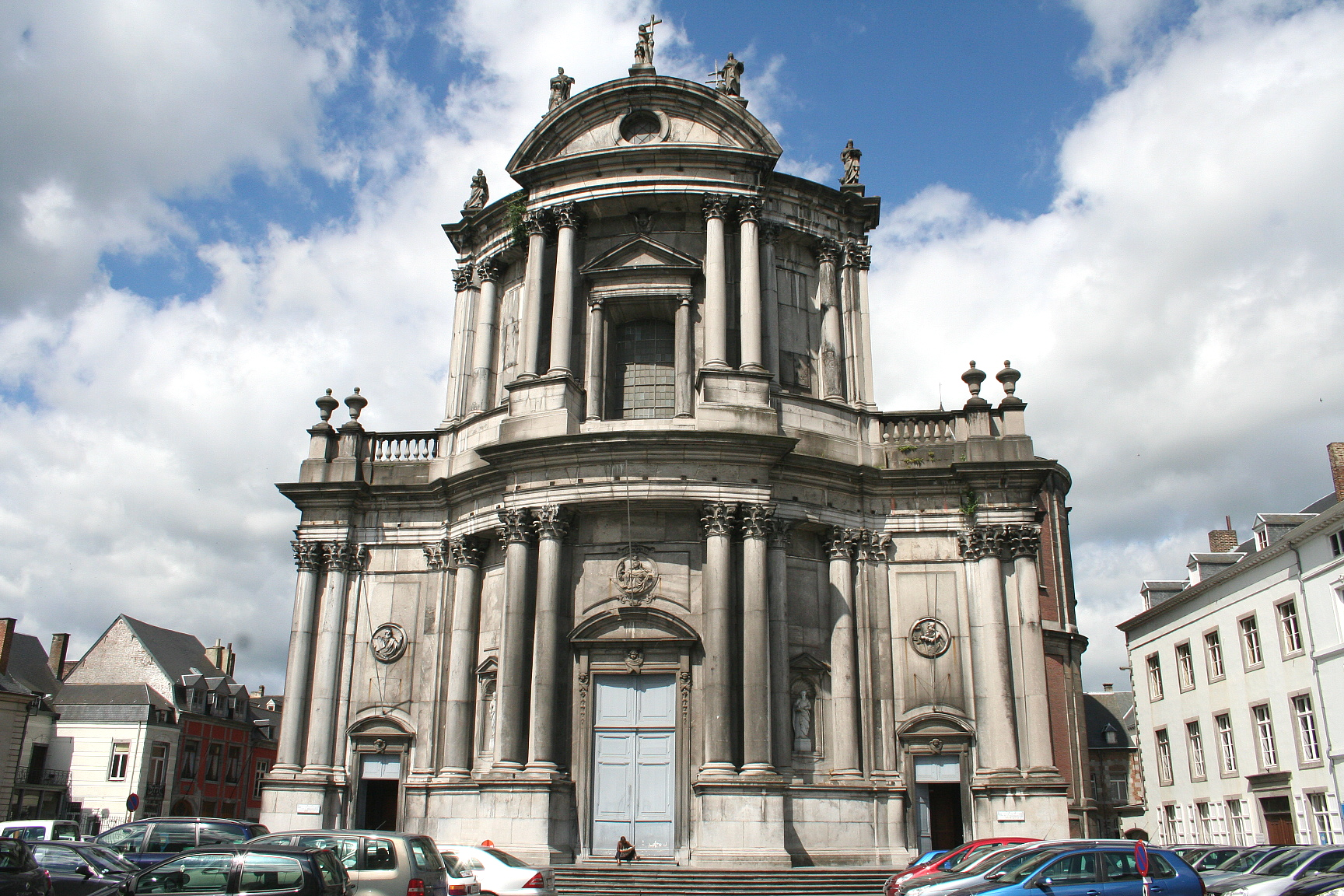
St.-Albanuskathedraal, Namen
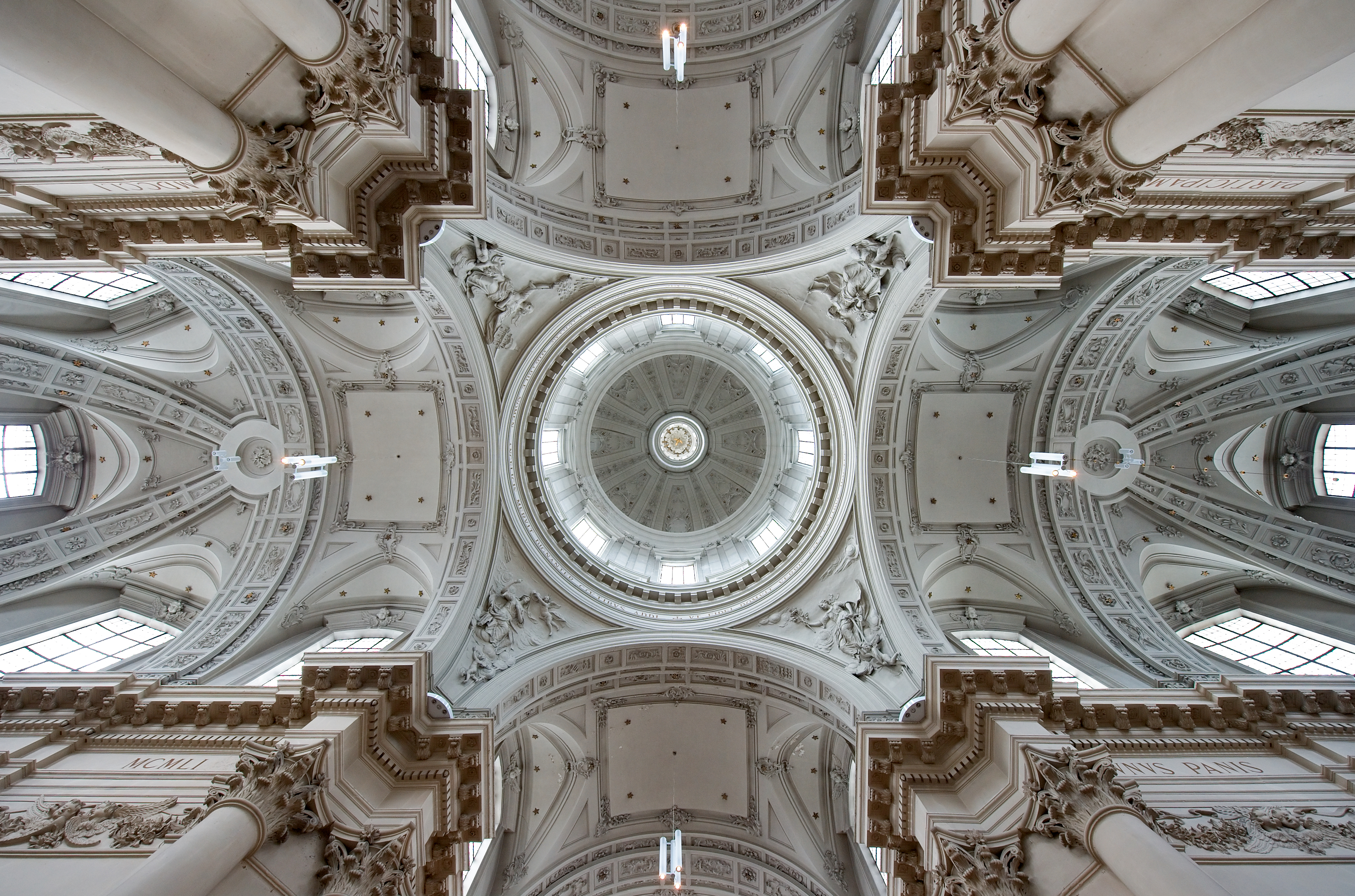
Gewelf St.-Albanuskathedraal
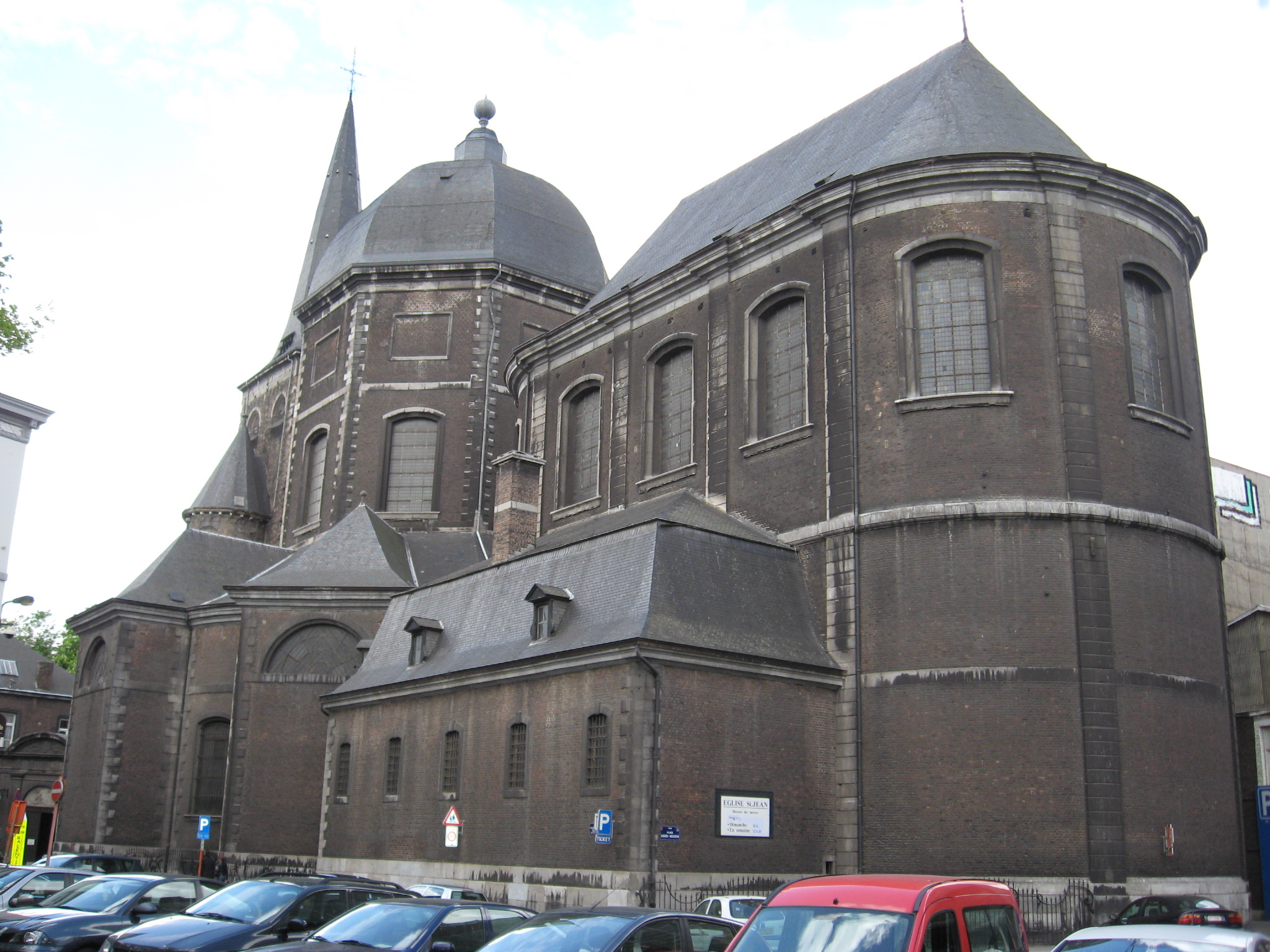
St.-Janskerk, Luik

### In Zwitserland
- 1763-1773: St.-Ursuskathedraal, Solothurn (voltooid door Paolo Antonio Pisoni)
- ca. 1765-70: St.-Marcelluskerk, Delémont
- ca. 1770: Torenbekroning Grossmünsterkerk, Zürich (vervangen door neogotische torenspitsen)
- ca. 1771: Waisenhaus, Zürich

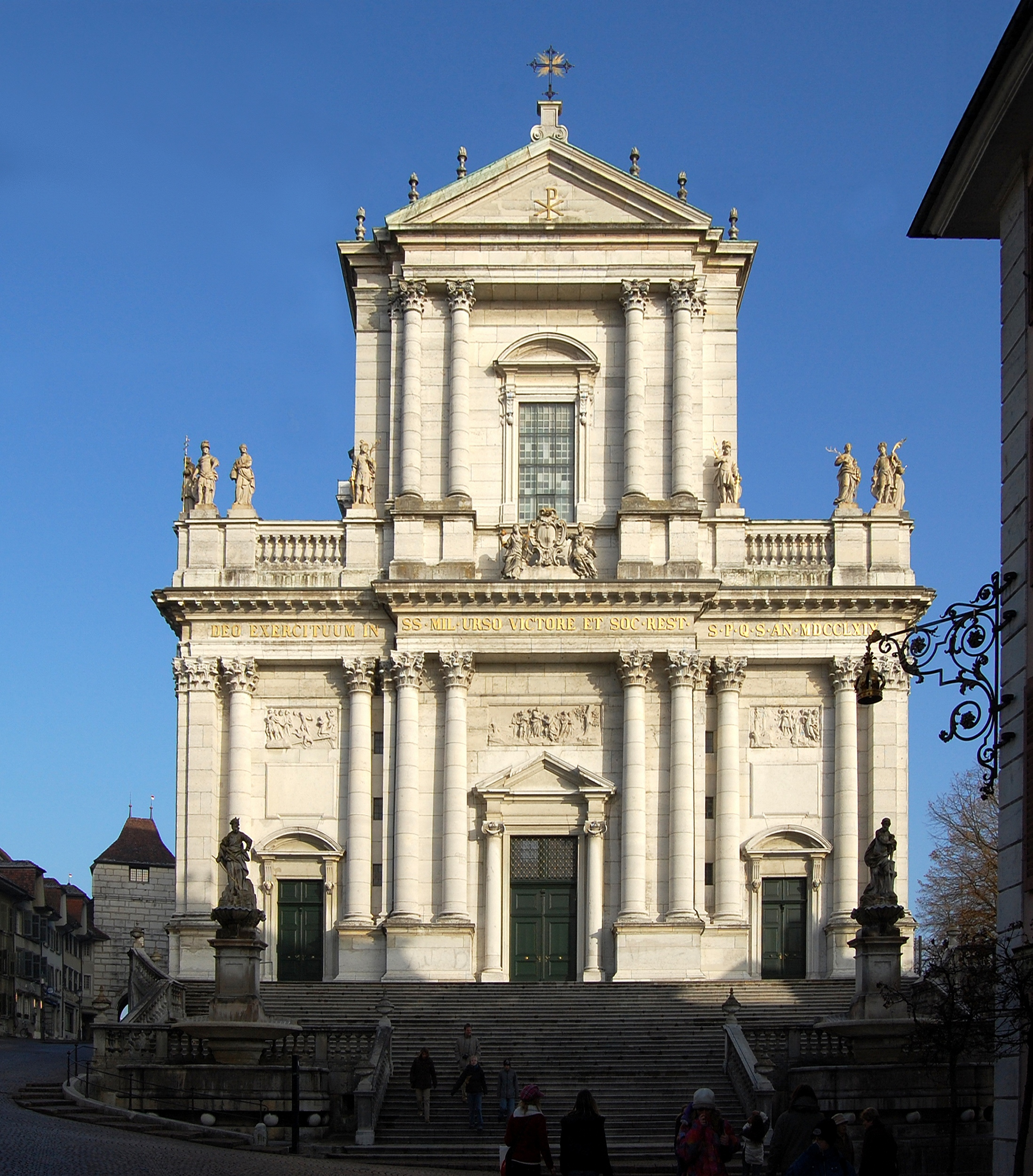
St.-Ursuskathedraal, Solothurn
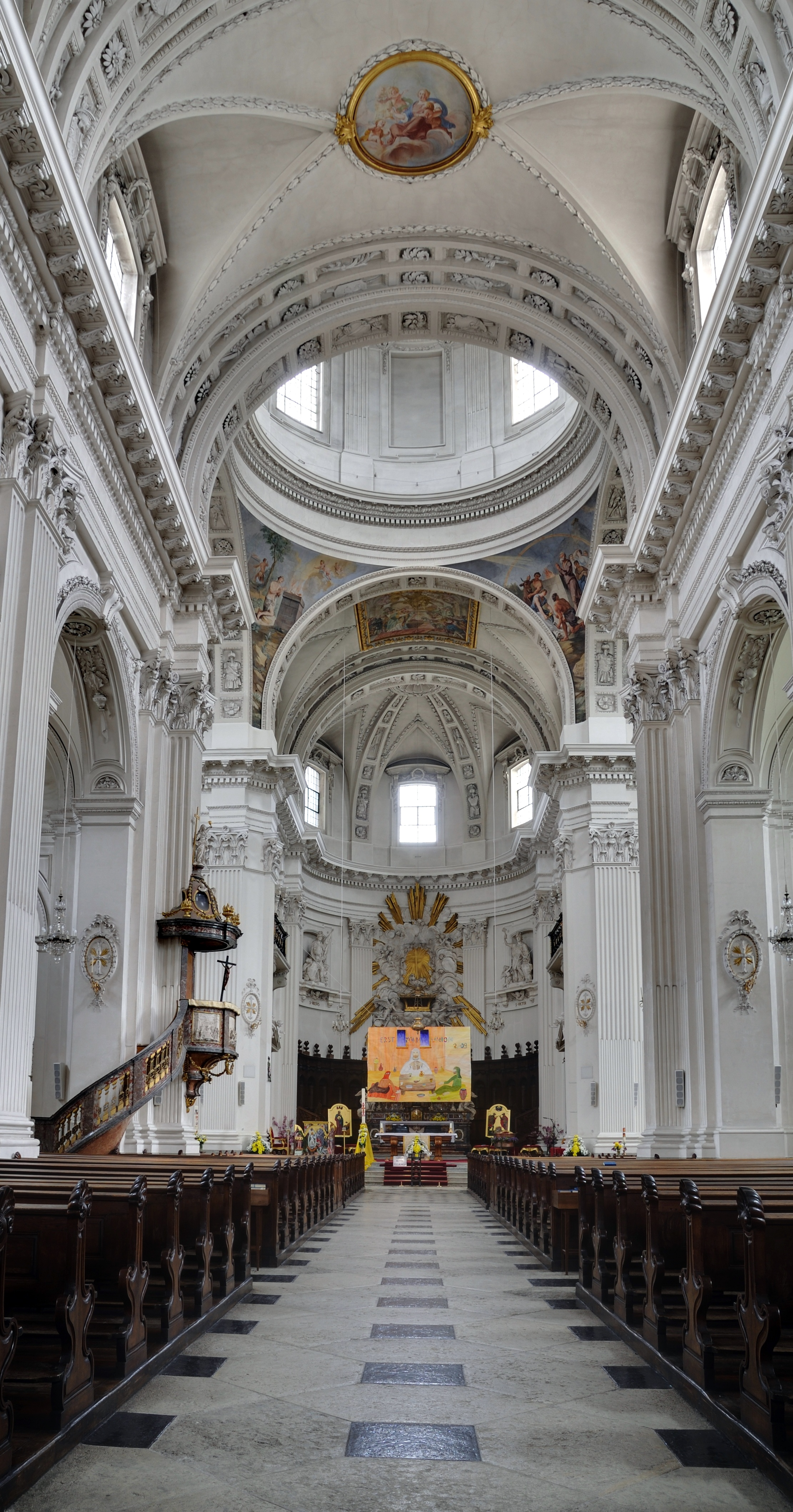
Interieur St.-Ursuskathedraal
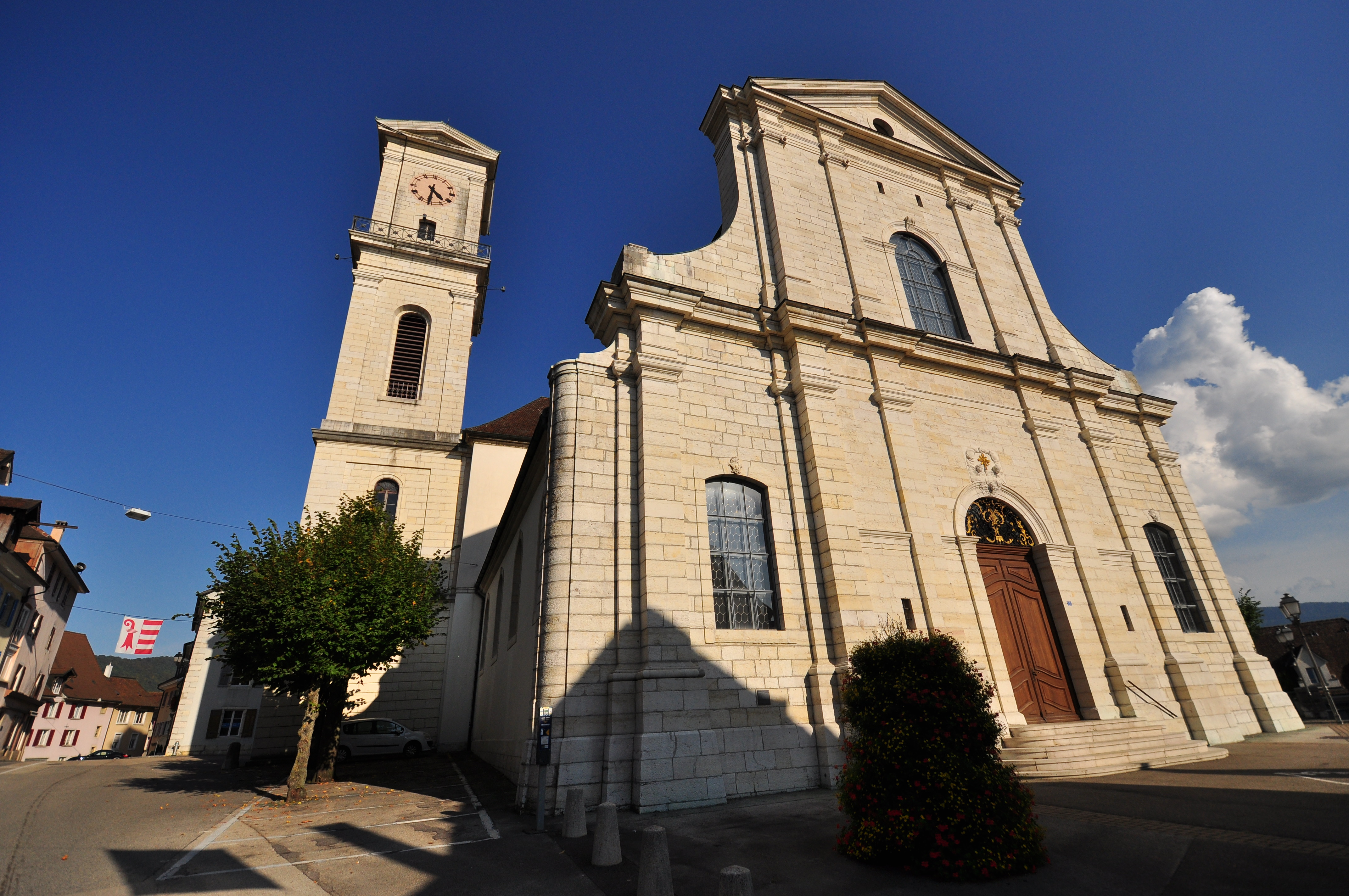
St.-Marcelluskerk, Delémont
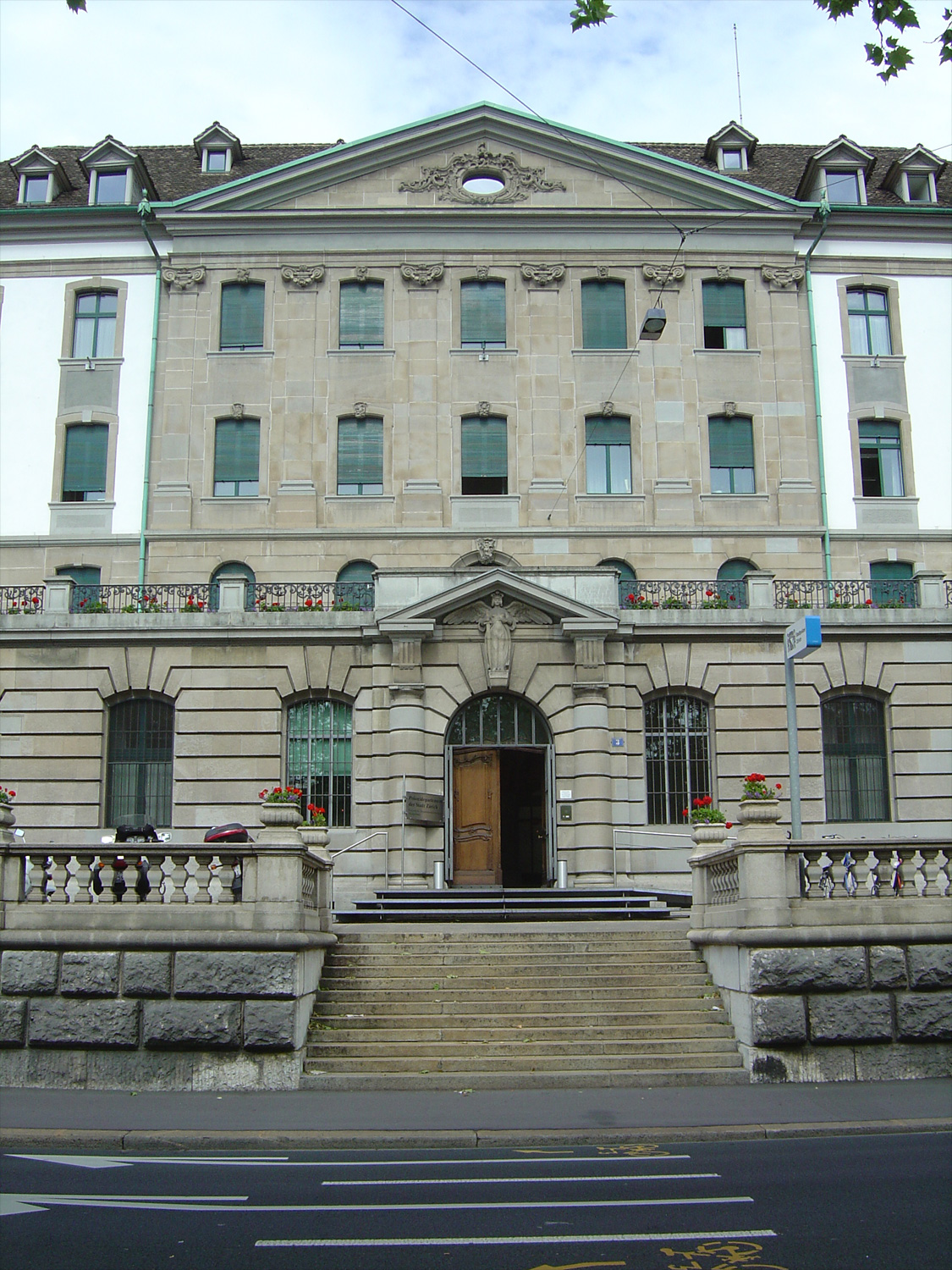
Façade Waisenhaus, Zürich